# Makoto Ozaki
Makoto Ozaki (* 1940 in Japan) ist ein japanischer Schriftsteller und Übersetzer.

## Leben
Ozaki studierte bis 1961 das Fach Romanistik an der Universität Tokyo. Danach setzte er in Paris sein Studium fort an der École Pratique des Hautes Études. 1969 promovierte Ozaki bei Roland Barthes mit einer Dissertation über das Thema Mallarmé et Hegel: Problèmes theoriques de l’influence. Die deutsche Sprache erlernte Ozaki in den Seminaren von Paul Celan.
Infolge einer Initiative von Peter Szondi und Jacob Taubes wechselte Ozaki im Jahr 1971 von Paris nach Berlin, wo er bis 1991 an der Freien Universität Berlin lehrte. Seitdem ist Ozaki auch als Übersetzer von Werken aus der französischen in die deutsche Sprache tätig.

## Veröffentlichungen
- Artikulationen. Merve Verlag, Berlin 1981.
- Peeping Tom. Klein, Berlin 1989.
- Kartenspiel oder Kommentare zu den „Meditationen“ des Herrn Descartes. Klein, Berlin 1991.
- Artikel. Klein, Berlin 1991.

## Übersetzungen
- Maurice Blanchot: Der als letzter spricht (Originaltitel: Le Dernier à parler. / Über Paul Celan). Gemeinsam mit Beate von der Osten. Gatza, Berlin 1993.
- Pierre Hadot: Die innere Burg. Anleitung zu einer Lektüre Marc Aurels. Gemeinsam mit Beate von der Osten. Eichborn, Frankfurt am Main 1996.
- Maurice Pinguet: Der Freitod in Japan. Geschichte der japanischen Kultur. Gemeinsam mit Beate von der Osten und Walther Fekl. Eichborn, Frankfurt am Main 1996.

## Quelle
- Biografische Daten über den Autor Makoto Ozaki in: Artikulationen. Merve Verlag, Berlin 1981, 2. Umschlagseite.

| Personendaten    | Personendaten                             |
| ---------------- | ----------------------------------------- |
| NAME             | Ozaki, Makoto                             |
| KURZBESCHREIBUNG | japanischer Schriftsteller und Übersetzer |
| GEBURTSDATUM     | 1940                                      |
| GEBURTSORT       | Japan                                     |